# Coralville
Coralville è un comune degli Stati Uniti d'America, situato in Iowa, nella contea di Johnson.